# Tangani'a
Tangani'a est une collectivité de 2 100 km2, situé sur le territoire de Fizi en République démocratique du Congo. Son chef-lieu est Mboko.